# Середній Любаж
Середній Любаж (рос. Средний Любаж) — присілок в Фатезькому районі Курської області Російської Федерації.
Населення становить 158 осіб. Входить до складу муніципального утворення Верхньолюбазька сільрада.

## Історія
Населений пункт розташований на території українського етнічного та культурного краю Східна Слобожанщина.
Від 2004 року входить до складу муніципального утворення Верхньолюбазька сільрада.

## Населення
| 1979 | 2002 | 2010 |
| ---- | ---- | ---- |
| 295  | ↘174 | ↘158 |